# Xiyunykus pengi
Xiyunykus pengi es la única especie conocida del género extinto Xiyunykus de dinosaurio terópodo alvarezsauroideo que vivió a mediados del período Cretácico, entre 136 a 120 millones de años durante el Aptiense, en lo que es hoy Asia. Sus restos se han encontrado en rocas del Cretácico Inferior del Grupo Tugulu de China. Xiyunykus, junto con Bannykus, llena un vacío de 70 millones de años en la evolución de los alvarezsauroideos al mostrar morfologías craneanas y postcraneales intermedias entre la extremidad delantera de Haplocheirus, similar a la de los terópodos típicos, y las sumamente reducidas extremidades delanteras y dientes diminutos que caracterizan a los alvarezsáuridos del Cretácico Superior.
Los dinosaurios contemporáneos de Xiyunykus en el Grupo Tugulu de Xinjiang incluyen al estegosaurio Wuerhosaurus, otro alvarezsauroideo Tugulusaurus, el carcarodontosáurido Kelmayisaurus, el dudoso maniraptor Phaedrolosaurus, el problemático celurosaurio Xinjiangovenator, y el ceratopsio Psittacosaurus xinjiangensis.